# General Certificate of Secondary Education
El GCSE (General Certificate of Secondary Education) és una qualificació acadèmica britànica, específica en cada matèria, obtinguda a partir d'uns exàmens que es realitzen en nois i noies d'entre 14-16 anys als instituts de Regne Unit, Gal·les i Irlanda del Nord. Tot i que només es fan exàmens entre aquestes edats, els estudiants es poden treure més d'un GCSE que, després podran combinar amb altres qualificacions o diplomes.